# Arras Film Festival 2022
La 23e édition du Arras Film Festival 2022 se déroule du 4 au 13 novembre 2022 dans la commune d'Arras, département du Pas-de-Calais.

## Déroulement et faits marquants
Cette 23e édition du « Arras Film Festival » se déroule du 4 au 13 novembre 2022 et programme 110 films dont de nombreux d’Europe de l’Est et sept films de la région des Hauts-de-France.
Le festival accueille de nombreux invités comme Rachid Bouchareb, Élodie Bouchez, Louise Bourgoin, Clovis Cornillac, Léa Drucker, Gad Elmaleh, José Garcia,  Karim Leklou, Noémie Lvovsky et Roschdy Zem.
Le 13 novembre 2022, le palmarès est dévoilé : le film Men of Deeds de Paul Negoescu remporte l'Atlas d'or du meilleur film. L'Atlas d'argent est remis à Six Weeks (Hat hét) de Noémi Veronika Szakonyi,.

## Jury

### Jury Atlas
- Thomas Lilti, (président du jury)
- Alix Poisson
- India Hair
- Finnegan Oldfield
- Patrick Sobelman

## Sélection

### Compétition européenne
- Il Boemo de Petr Václav  Tchéquie
- L'Homme le plus heureux du monde de Teona Strugar Mitevska  Macédoine du Nord
- Luxembourg , Luxembourg de Antonio Lukich  Ukraine
- Men of Deeds de Paul Negoescu  Roumanie
- Nowhere de Peter Monsaert  Belgique
- Six Weeks (Hat hét) de Noémi Veronika Szakonyi  Hongrie
- Victim de Michal Blasko  Slovaquie
- Wolka de Árni Ólafur Ásgeirsson  Islande
- Working Class Heroes (Heroji radnicke klase) de Miloš Pušić  Serbie

### Avant-premières
- En plein feu de Quentin Reynaud  France
- Les Têtes givrées de Stéphane Cazes  France

### Découvertes européennes
- Ailleurs si j'y suis de François Pirot  France
- La Conférence (Die Wannseekonferenz) de Matti Geschonneck  Autriche
- Corsage de Marie Kreutzer  Allemagne
- Dalva de Emmanuelle Nicot  Belgique
- Godland de Hlynur Palmason  Islande
- Nostalgia de Mario Martone  Italie
- The Quiet Girl de Colm Bairéad  Irlande
- Rabiye Kurnaz gegen George W. Bush de Andreas Dresen  Allemagne
- Sick of Myself de Kristoffer Borgli  Norvège
- Josefina de Javier Marco  Espagne
- Nos soleils de Carla Simón  Espagne
- Les Tournesols sauvages (Girasoles silvestres) de Jaime Rosales  Espagne
- Amore mio de Guillaume Gouix  France
- Brillantes de Sylvie Gautier  France
- La Montagne de Thomas Salvador  France

### Visions de l'Est
- After the Winter de Ivan Bakra  Monténégro
- Klondike de Maryna Er Gorbach  Ukraine
- Radio Metronom (Metronom) de Alexandru Belc  Roumanie
- Mikado de Emanuel Pârvu  Roumanie
- Moja Vesna de Sara Kern  Slovénie
- Natural Light de Dénes Nagy  Hongrie

### Visions de l'Est - films classiques
- La Passagère de Andrzej Munk  Pologne
- Nous étions jeunes de Binka Jeliaskova  Bulgarie

### Victoria, une reine, un empire
- Oliver Twist de David Lean
- Zoulou de Cy Endfield
- Sherlock Holmes contre Jack l'Éventreur de James Hill
- Khartoum de Basil Dearden
- La Charge de la brigade légère de Tony Richardson
- L'Homme qui voulut être roi de John Huston
- L'Ultime Attaque de Douglas Hickox
- Elephant Man de David Lynch
- Aux sources du Nil de Bob Rafelson
- La Dame de Windsor de John Madden
- Victoria : Les Jeunes Années d'une reine de Jean-Marc Vallée
- Confident royal de Stephen Frears

### 70 ans de la revuePositif: 7 décennies, 7 cinéastes de l'Europe de l'Est
- Cendres et Diamant de Andrzej Wajda  Pologne
- Une affaire de cœur : La tragédie d'une employée des P.T.T. de Dušan Makavejev  Yougoslavie
- La Reconstitution de Lucian Pintilie  Roumanie
- Le Temps des Gitans de Emir Kusturica  Yougoslavie
- La Double Vie de Véronique de Krzysztof Kieślowski  Pologne
- 4 mois, 3 semaines, 2 jours de Cristian Mungiu  Roumanie
- Corps et Âme de Ildikó Enyedi  Hongrie

## Palmarès

### Compétition
- Atlas d'or du meilleur film : Men of Deeds de Paul Negoescu
- Atlas d'argent : Six Weeks (Hat hét) de Noémi Veronika Szakonyi
- Prix du public : Nowhere de Peter Monsaert
- Prix de la critique : Il Boemo de Petr Václav
- Prix regards jeunes : Six Weeks (Hat hét) de Noémi Veronika Szakonyi